# 歷女
歷女（日语：歴女）意指喜愛歷史的女性，是一個於2009年左右開始流行的造語。雖然說並未強調是日本或他地，但通常是喜愛日本歷史者。而喜愛近代以後軍事史者，則被稱為軍女（軍女）。

## 概說
此詞語產生於2009年NHK大河劇《天地人》等影響下人數增加的結果，各媒體更是廣泛的使用此詞。
此詞於2009年進入新語、流行語大賞前十名，受獎者為演员杏。

## 影響
- 關原等古戰場和各地的城跡增加歷女觀光客，不僅將之作為觀光地，並進行武將的角色扮演[2]。
- 與歷女此詞產生相同時期，日本國內開始流行地區吉祥物，如彥根城築城400年祭的形象角色彥喵（ひこにゃん）等，相當程度上增加女性與孩童前往史蹟觀光的動力。
- 也有表示自己喜愛歷史的歷女偶像（歴ドル）存在，如美甘子、杏、小日向えり等。
- 受流行風潮影響之故，華文世界也有些女性會自稱為歷女。

## 常受到歷女喜愛的歷史人物
比起成功立業者，歷女較偏好於志向遠大而懷才不遇的悲劇英雄，屬於同情弱者（即判官贔屓）的心情。而常於遊戲或BL小說中出現者，亦會比較受歡迎。

### 日本
- 上杉謙信
- 源義經
- 伊達政宗
- 真田幸村
- 石田三成
- 直江兼續
- 坂本龍馬
- 土方歲三
- 岩本徹三
- 織田信長
- 沖田總司
- 新選組

## 外部連結
- 歴女はブームだったのか！？ （页面存档备份，存于）
- 歴☆女子会 （页面存档备份，存于）
- 城ガール隊 （页面存档备份，存于）